# Сборная Украины по хоккею с мячом

Сборная Украины по хоккею с мячом представляет Украину на международных соревнованиях по хоккею с мячом.

## История
В 2007 году была образована Украинская федерация хоккея с мячом и ринк-бенди, объединившая любителей хоккея с мячом в этой стране. В марте 2011 года организация официально вступила в Федерацию международного бенди.
До вступления в FIB, сборная Украины участвовала в различных любительских турнирах по мини-хоккею с мячом. В 2011 году появилась информация, что Украина может принять участие в Чемпионате мира по хоккею с мячом в Алма-Ате в составе группы C, но в итоге на турнир команда поехать не смогла.
Дебют сборной Украины в чемпионатах мира состоялся в группе B в 2013 году, где, уступив во всех трех матчах, команда заняла последнее место в группе и на турнире. Во второй раз украинские хоккеисты выступали на чемпионате мира в 2014 году в Иркутске и Шелехове. Они заняли третье место в группе, но в итоге оказались на предпоследнем (16-м) месте. При том, что команда одержала три победы и было забито 42 мяча.
Сборная Украины отказалась от участия в чемпионате мира 2015 года в Хабаровске по политическим мотивам.
На чемпионате мира 2016 в Ульяновске сборная Украины заняла 3 место в дивизионе Б, выиграв в матче за 3 место у сборной Монголии.
На чемпионате мира 2017 в Швеции сборная Украины заняла 5 место в дивизионе Б, выиграв в матче за 5 место у сборной Эстонии.
На чемпионате мира 2018 (Хабаровск/Харбин) сборная Украины играла в дивизионе Б, где заняла 6 место (общее 14 место).
На чемпионате мира 2019 в Швеции сборная Украины заняла 5 место.

## Результаты выступлений
| Год    | В  | Н | П  | М       | Место                       |
| ------ | -- | - | -- | ------- | --------------------------- |
| 2013   | 0  | 0 | 5  | 18-35   | 8 в турнире В (14-е из 14)  |
| 2014   | 3  | 0 | 4  | 39-23   | 8 в турнире В (16-е из 17)  |
| 2016   | 6  | 0 | 0  | 40-23   | 3 в турнире В (11-е из 18)  |
| 2017   | 1  | 0 | 4  | 21-39   | 5 в турнире В (13-е из 18)  |
| 2019   | 2  | 1 | 3  | 18-22   | 8 в турнире В7 (17-е из 20) |
| 2020   | 4  | 1 | 2  | 17-11   | 2 в турнире В (10-е из 18)  |
| Итого: | 16 | 2 | 18 | 153-153 |                             |